# 西貢中心
西貢中心（英語：Saigon Centre），為越南胡志明市摩天大樓及購物中心，由兩幢大廈組成，分別有25層和43層。
大廈分為兩期建成，第1期於1996年對外開放，第2期則是後期才計畫興建，在2017年完工。第1期為越南在1996－1997年的最高的建築物，高106米（348英呎）。大廈有超過32,500平方米（350,000平方英呎）的樓面面積。其中三分之一（10,400平方米，112,000 平方英呎）用作辦公室用途。第2期建成後，西貢中心包括兩座大廈，用作辦事處、購物中心、觀察塔和酒店。而在工地附近的游泳池、網球場和住宿大廈已於2011年5月拆毀。